# شركة النفط الوطنية الفلبينية
شركة النفط الوطنية الفلبينية هي شركة طاقة تأسست في 9 نوفمبر 1973 كشركة مملوكة للحكومة ومسيطر عليها تأسست بموجب عهد الرئيس العرفي فرديناند ماركوس لتزويد الفلبين بالنفط. منذ ذلك الحين ، تم تعديل ميثاقها عدة مرات ليشمل استكشاف واستغلال وتطوير جميع موارد الطاقة في البلاد.

## الشركات التابعة
لديها حاليًا فرعان يعملان معًا لتحقيق رؤية :
• شركة النفط الوطنية الفلبينية للاستكشاف.
• شركة النفط الوطنية الفلبينية للطاقة المتجددة.

## روابط خارجية
- موقع الشركة الوطنية الفلبينية للنفط
- PNOC شركة استكشاف الموقع الرسمي
- الموقع الرسمي لشركة الوقود البديل لشركة PNOC
- الموقع الرسمي لشركة التطوير والإدارة
- الموقع الرسمي لشركة PNOC Renewables Corporation